# 哈莉·貝特
哈莉·貝特（出生名哈利·赖利，2001年12月13日—）是一位英国女演员和配音画家。她是小猪佩奇的第三个也是现在的配音演员。

## 早年和个人生活
伯德出生在大曼徹斯特郡羅奇代爾，她是四个孩子中的第二个孩子，有两个姐妹和一个兄弟。 目前她正在风笛角落学校学习。

## 生涯
5岁时，她与Alphabet Kidz Talent Agency签约。一个月后，她在儿童动画系列小猪佩奇中扮演了小猪佩奇的角色。她取代了以前的演员莉莉·斯诺登·芬和塞西莉·布鲁姆。她为小猪佩奇配音了第3、4和5季。

## 影视作品
| 年份    | 标题     | 角色     | 笔记     |
| ------- | -------- | -------- | -------- |
| 2009年- | 小猪佩奇 | 小猪佩奇 | 配音演员 |